# Soul Sacrifice (videojuego)
Soul Sacrifice es un videojuego de rol de acción desarrollado por Marvelous AQL, con la ayuda de SCE Japan Studio, y publicado por Sony Computer Entertainment para PlayStation Vita. Fue lanzado en todo el mundo en 2013.
La mecánica central del juego es la capacidad de sacrificar partes del cuerpo o elementos del personaje para crear ataques devastadores. Estos sacrificios se marcarán permanentemente en el cuerpo del personaje del jugador, lo que significa que no son un recurso infinito que se pueda aprovechar. El concepto fue creado por Keiji Inafune. En 2014 se lanzó una versión ampliada del juego, Soul Sacrifice Delta.

## Resumen
El protagonista principal de Soul Sacrifice es uno de los espectadores inocentes que ha sido esclavizado por un hechicero poderoso y cruel conocido como Magusar, que absorbe sacrificios humanos para permanecer inmortal. Justo antes de que el protagonista sea sacrificado, aparece un libro hablado ante ellos. El libro, llamado Librom, es una colección de historias que describen peleas pasadas entre monstruos y el poderoso hechicero. El personaje del jugador puede ingresar al mundo del libro y experimentar las peleas en eventos conocidos como Phantom Quests, obteniendo así la experiencia y el poder necesarios para derrotar a Magusar. El juego tiene dos finales dependiendo de si el jugador salva o sacrifica a Magusar después de su derrota. También hay un tercer final que ocurre si el jugador derrota a Magusar antes de completar todas las historias principales en Librom.

## Jugabilidad
Soul Sacrifice se juega en la perspectiva de tercera persona. El personaje del jugador es un hechicero que revive los recuerdos de otro hechicero a través de un diario. El personaje se puede personalizar en varias opciones y puede cambiar a lo largo del juego. Las habilidades ("sacrificios") son parte de esta personalización, lo que permite que el juego tenga roles como tanque, lanzador a distancia o DPS cuerpo a cuerpo. El juego presenta un juego cooperativo para cuatro jugadores y la capacidad de sacrificar miembros del grupo para destruir enemigos poderosos. Los miembros del grupo asesinados no reciben el reconocimiento habitual en un juego, como los puntos de experiencia. Sin embargo, el jugador gana puntos de bonificación por ser sacrificado. El juego cooperativo para cuatro jugadores solo está disponible en algunas misiones, como Inside Avalon (una parte del diario).

### Combate
Un elemento central del sistema de combate es la mecánica de salvar y sacrificar. Cuando un enemigo o aliado es derrotado, se derrumban y se le da la opción de salvarlos o sacrificarlos. Salvar a un enemigo restaura una pequeña parte de la salud, mientras que salvar a un aliado consume la mitad de tu salud actual, pero restaura a ese aliado de vuelta a la lucha. Los jugadores también pueden optar por sacrificar a sus aliados para crear un poderoso hechizo dañino en todo el mapa. Sin embargo, los jugadores sacrificados ya no se pueden curar y entrar en un modo de tipo espectador en el que pueden continuar viendo la pelea. Los jugadores sacrificados tienen la ventaja de poder ver cifras de daño numérico y barras de salud exactas. También pueden tocar la pantalla para impulsar a los aliados o debilitar a los enemigos. Los aliados sacrificados no obtienen ninguna experiencia adicional de la lucha, pero aún obtienen recompensas de misión si se completa el escenario. Sacrificar a un enemigo restaura las cargas a los elementos conocidos como ofrendas que se requieren para el lanzamiento de magia. Cada oferta tiene un número determinado de veces que se puede usar sin recargar antes de que se rompa. Si se utilizan todos los cargos de la oferta, la oferta se interrumpirá y no podrá recargarse de la forma habitual. En cambio, las ofrendas rotas deben repararse utilizando Lacrima (lágrimas de Librom), un tipo de moneda del juego que se otorga por completar etapas.
Los jugadores también tienen la opción de sacrificar una parte de su propio cuerpo cuando reciben suficiente daño. Cuando un jugador elige sacrificar una parte de sí mismo, lanza un poderoso hechizo, conocido como ritos negros, que difiere según la parte del cuerpo que se está sacrificando, pero también sufre un efecto de estado semipermanente. Por ejemplo, la defensa del jugador se reduce en un 50% por sacrificar su piel o su campo de visión se reduce por sacrificar sus ojos. Este efecto de estado permanece activo hasta que los jugadores usan la Lacrima de Librom desde el menú del juego para restaurar sus cuerpos rotos de forma similar a restaurar ofrendas rotas.

### Sistema de recompensas
Soul Sacrifice utiliza un sistema de puntos / objetivos para calcular las recompensas de la misión. Las recompensas vienen en forma de hechizos. Cada misión tiene al menos tres ofertas diferentes que puedes obtener de esa misión, más si esa misión tiene jefes en ella. Además de las bonificaciones específicas de la misión, realizar ciertas tareas como sacrificar a un aliado, ser sacrificado o usar un hechizo prohibido también otorgará a los jugadores una ofrenda adicional como recompensa. Las recompensas normales de la misión se dividen en cuatro rangos. Los rangos se obtienen al completar ciertas tareas por puntos. Por ejemplo, realizar con éxito un contraataque vale 10 puntos, mientras que completar una etapa sin recibir un golpe vale 100 puntos. Debido a este sistema de puntos, ser sacrificado por un aliado después de morir puede ser beneficioso. Ser sacrificado recompensa tanto al jugador que se sacrifica como al que realiza el sacrificio con 100 puntos. El número exacto de puntos para cada rango cambia según la misión. Si la misión contiene un jefe, los jugadores pueden recibir hechizos adicionales al "romper" los puntos débiles del jefe. Cada jefe tiene una única recompensa de descanso y esa recompensa se puede ganar tantas veces como el jefe tenga puntos débiles (generalmente 2 o 3).

### Multijugador
Soul Sacrifice utiliza PlayStation Network para permitir que hasta tres jugadores adicionales se unan al jugador en "Avalon Quests", que son misiones secundarias a la historia principal. El componente en línea requiere un pase en línea que se incluye con nuevas copias del programa y que se puede obtener a través de PlayStation Store. Cualquier progreso realizado a través del modo multijugador también se agrega a su campaña para un jugador. El juego también permite conexiones ad hoc para que los jugadores locales disfruten del juego sin usar PlayStation Network.

## Lanzamiento
Soul Sacrifice se lanzó en todo el mundo a lo largo de 2013 el 7 de marzo en Japón, el 30 de abril en América del Norte, el 2 de mayo en Australia y el 3 de mayo en Europa. En Japón, se lanzó con un paquete de PlayStation Vita que incluye un sistema PS Vita de color rojo cósmico con un diseño personalizado en la parte posterior, auriculares rojos, una tarjeta de memoria de 4GB, una bolsa, una correa y un paño. El 12 de abril de 2013, Sony anunció que la demostración del juego se lanzaría el 17 de abril de 2013.

## Recepción
Soul Sacrifice recibió "críticas generalmente favorables" según el sitio web de agregación de reseñas Metacritic. La mayoría de los críticos coincidieron en que el juego tiene una jugabilidad adictiva y un sistema de combate muy detallado, pero lamentaron los aliados de IA mal programados y los diseños de niveles y enemigos repetitivos. Los críticos japoneses dieron al juego puntuaciones favorables; en particular, Famitsu le dio a Soul Sacrifice una puntuación de un diez y tres nueves para un total de 37 de 40.
Forbes le dio una puntuación de 8,5 sobre 10, diciendo: "Es lo suficientemente divertido como para hacer que sus defectos sean menos importantes, aunque ciertamente no para pasarlos por alto por completo". Toronto Sun le dio una crítica favorable y lo llamó "una compra obligada si ya tienes una Vita, y con su lanzamiento, nunca ha habido un mejor momento para comprar una". De manera similar, Digital Spy le otorgó cuatro estrellas de cinco y lo llamó "uno de los juegos más profundos e interesantes disponibles para la computadora de la mano de Sony. El estilo de fantasía oscura y las misiones ligeramente repetitivas pueden desanimar a algunas personas, pero si estás buscando invertir mucho tiempo en un juego y no te importa sacrificar tu vida social, lo último de Keiji Inafune es el juego para ti ". The Escapist también le dio cuatro estrellas de cinco y declaró: "Si bien el juego está un poco limitado por la plataforma, la mecánica subyacente capturará un cierto estilo de jugador". Sin embargo, 411Mania le dio una puntuación de 7,4 sobre 10, diciendo: "Dejando de lado las misiones repetitivas, Soul Sacrifice es una experiencia que vale la pena en la Vita. Me encuentro regresando al juego para conseguir nuevas armas y dirigir jefes con amigos. Es un experiencia agradable que mejora a medida que se fortalece, y puede ser un buen título para que muchos propietarios de Vita vuelvan a usar la computadora de mano ". Slant Magazine le otorgó tres estrellas y media de cinco y lo llamó "un juego que es más deslumbrante cuando se experimenta solo, su triste historia es una de intensificación del vacío y el desapego. Independientemente de sus pratfalls irregulares, hay algo que decir por un título tan oscuro que sobresale principalmente en ráfagas cortas en lugar de pruebas prolongadas de pertinacidad mental que evitan la luz del día ". The Digital Fix también le dio siete de diez y dijo que el juego "puede valerse por sí mismo con orgullo, pero es el potencial del nacimiento de una franquicia lo que debería hacer que los jugadores de todo el mundo sonrían en su Mountain Dew". Edge le dio una puntuación de seis sobre diez y lo calificó como "un juego valiente que se atreve a debilitar a los jugadores de una manera mientras los empodera de otra. El concepto puede estar equivocado al pensar que Monster Hunter sería mejor si solo se tratara de "cazar monstruos", pero Soul Sacrifice es lo suficientemente valiente y temáticamente audaz como para distinguirse de los clones que han seguido a raíz del fenómeno de Capcom ".
Soul Sacrifice fue un gran éxito en Japón, y uno de los debuts más exitosos de una nueva propiedad intelectual de Japan Studio en un sistema portátil. El juego vendió 92,396 copias de la versión física estándar y 22,050 copias del Double Pack especial durante la primera semana de lanzamiento en Japón. Las ventas alcanzaron casi 200.000 copias en la segunda semana. Soul Sacrifice fue el quinto juego de Vita digital más comprado en la PlayStation Network japonesa en 2013.

### Soul Sacrifice Delta
El mejorado Soul Sacrifice Delta recibió críticas un poco más favorables que el original según Metacritic. En Japón, Famitsu también le dio una puntuación de uno diez y tres nueves para un total de 37 de 40.

## Legado
En una conversación con IGN, Keiji Inafune ha expresado su interés en hacer una secuela de Soul Sacrifice; "... Para impulsar aún más las ventas de Vita, tengo una idea para una secuela de Soul Sacrifice. De hecho, me estoy acercando a Sony Computer Entertainment con respecto a este proyecto". Más tarde pasó a decir; "Digamos que las conversaciones están en curso y me encantaría que sucediera". En el evento 9 \ 9 de SCEJA, se anunció una expansión del juego original titulado Soul Sacrifice Delta. El juego incluye nuevos jefes, una tercera facción llamada 'Grimm', ataques cooperativos y más. El juego fue lanzado en los mercados asiáticos el 6 de marzo de 2014, en Norteamérica el 13 de mayo de 2014 y en la región PAL el 14 de mayo de 2014.
Soul Sacrifice Delta vendió 48,786 copias físicas al por menor durante su primera semana de lanzamiento en Japón, encabezando las listas de ventas de software para esa semana en particular.